# Cirrus fibratus
Cirrus fibratus, numit, de asemenea, Cirrus filosus, este o specie de nor cirrus. Numele de cirrus fibratus provine din latină, însemnând „fibros”. Acești nori sunt asemănători cu cirrus uncinus, cunoscuți în mod obișnuit sub numele de „cozi de iepe”; cu toate acestea, norii fibratus nu au smocuri sau cârlige la capăt. Filamentele sunt de obicei separate unele de altele.
Ca și alți nori cirrus, cirrus fibratus apar la altitudini mari. Ei pot indica apropierea unui front cald; cu toate acestea, ei pot fi, de asemenea, un indiciu că va urma vreme frumoasă.